# ギデオン・ドレーパー
ギデオン・フランク・ドレッパー（英語: Gideon Frank Draper, 1858年7月20日 - 1951年1月24日）は、メソジスト派のアメリカ人の宣教師。G・F・ドレーパーとも表記。日本の盲人教育の歴史上重要な人物。中田重治にバプテスマを授けた。
妻のマイラ・エニッド・ヘイブン（マイラ・E・ドレーパー）は、日本で最初に母の日の行事を行った人物として知られる。

## 生涯
1858年アメリカ合衆国のコネチカット州レイクビルに生まれる。1880年（明治13年）マイラ・エニッド・ヘイブンと1月に結婚して日本宣教のために3月に横浜港から来日する。
1881年（明治14年）に両親が来日して、函館に住む。1884年（明治17年）に、東奥義塾に英語教師として赴任した。1886年（明治19年）より、本多庸一牧師の下で弘前教会の宣教師を兼任した。1887年（明治20年）6月2日、唯一度だけ洗礼式を執行した時、5人の婦人とその他の3人が洗礼を受けた。後にホーリネスの指導者となる中田重治もその中にいた。
1888年（明治21年）横浜に住んで、京浜、東海地区を伝道する。1889年（明治22年）横浜南区中村に盲人福音会を設立する、後の横浜訓盲学院である。
1892年（明治25年）函館で伝道する。1893年（明治26年）信州で伝道する。1895年（明治28年）函館訓盲会を設立する。1898年（明治31年）に横浜に帰り、東海関東地区を伝道する。
1939年（昭和14年）に米国との関係悪化のために、娘二人と共に帰国する。1951年（昭和26年）1月24日に米国で死去する。92歳没。ベンチュラ第一メソジスト教会で葬儀が行われた。